# ایستگاه اسپاداینا
ایستگاه اسپاداینا (انگلیسی: Spadina station) یک ایستگاه مترو در خط یک یانگ-یونیورسیتی و خط ۲ بلور-دانفورث در تورنتو، انتاریو، کانادا است.